# 国鉄タム4800形貨車
国鉄タム4800形貨車（こくてつタム4800がたかしゃ）は、かつて日本国有鉄道（国鉄）に在籍したタンク車である。
本形式と同一の専用種別であるタキ4800形、及び本形式より改造され別形式となったタ1650形についても本項目で解説する。

## タム4800形
タム4800形はS酸肥液（液体肥料）専用の15t積の私有貨車である。
1954年（昭和29年）4月17日に2両（タム4800 - タム4801）が造機車輌にて製造された。
その後同年5月12日には4両（タム172、タム1186b、タム1187b、タム1188）がタム100形より造機車輌にて改造の上当形式に編入された。この内タム1186b、タム1187bはタム100形として1947年（昭和22年）に落成し3年後の1950年（昭和25年）にタ3100形に改造された。さらに2年後の1952年（昭和27年）にタム100形に再改造された。車番は元のままタム1186、タム1187であった。それから2年後の1954年（昭和29年）5月12日に本形式に改造された。合計4回形式名が変更された車である。
本形式の他にS酸肥液を専用種別とする形式には、タキ4800形（1両）の1形式のみが存在した。（後述）
所有者は全車が昭和電工であり、富山港駅を常備駅として運用された。
1964年（昭和39年）に1両（タム4803）がタム3800形（タム3802）へ改造され、2両（タム4804, タム4805）がタ1650形（タ1650, タ1651）へ改造された。
落成時の軸ばね支持方式は一段リンク式であったが貨物列車の最高速度引き上げが行われた1968年（昭和43年）10月1日ダイヤ改正対応のため二段リンク式に改造された。
1972年（昭和47年）11月20日に最後まで在籍した車1両（タム4800）が廃車になり同時に形式消滅となった。
塗色は、黒であり、全長は8,200mm、軸距は3,910mm、実容積は10.7m3、自重は10.2t、換算両数は積車2.6、空車1.0、最高運転速度は75km/h、車軸は12t長軸であった。

## タキ4800形
タキ4800形はS酸肥液専用の30t 積の私有貨車である。
タキ4800形はタム4800形の製造（改造を含む）が終わった1954年（昭和29年）11月30日に1両（コタキ4800）が日立製作所にて製作された。形式番号を意図的にそろえたものと思われる。タキ4800形は1形式1両であった。
記号番号表記は特殊標記符号「コ」（全長 12 m 以下）を前置し「コタキ」と標記する。
所有者は昭和電工であり、富山港駅を常備駅として運用された。
車体色は黒色、寸法関係は全長は9,500mm、全幅は2,330mm、全高は3,662mm、軸距は5,400mm、実容積は21.5m3、自重は16.0t、換算両数は積車4.5、空車1.6であった。
1964年（昭和39年）7月1日に専用種別変更（S酸肥液→酢酸ビニル）工事を受けタキ8700形に編入（タキ8708）され同時に本形式は形式消滅となった。本形式としての在籍期間は10年間と短命であった。

## 改造車

### タ1650形
1964年（昭和39年）2月6日に2両（タム4804、タム4805）の専用種別が変更（S酸肥液→アンモニア水）され、形式は新形式であるタ1650形（タ1650, タ1651）とされた。タ1650形は10t 積アンモニア水であった。
本形式の他にアンモニア水を専用種別とする形式には、タ1450形（2両）、タ1530形（3両）、タ1700形（3両）、タ1800形（2両）、タム4700形（8両）、タキ250形（4両）、タキ21200形（4両）の7形式があった。
所有者は全車昭和電工であり、扇町駅を常備駅とした。
1968年（昭和43年）10月1日ダイヤ改正に伴う最高速度75km/h化への対応として、タ1651は1968年（昭和43年）9月30日に廃車となった。タ1650は、走り装置を（一段）リンク式から二段リンク式への改造が行われ、ダイヤ改正以降も生き延びることができたが1974年（昭和49年）12月11日に、廃車となり同時に形式消滅となった。